# Hartmann II. von Kirchberg

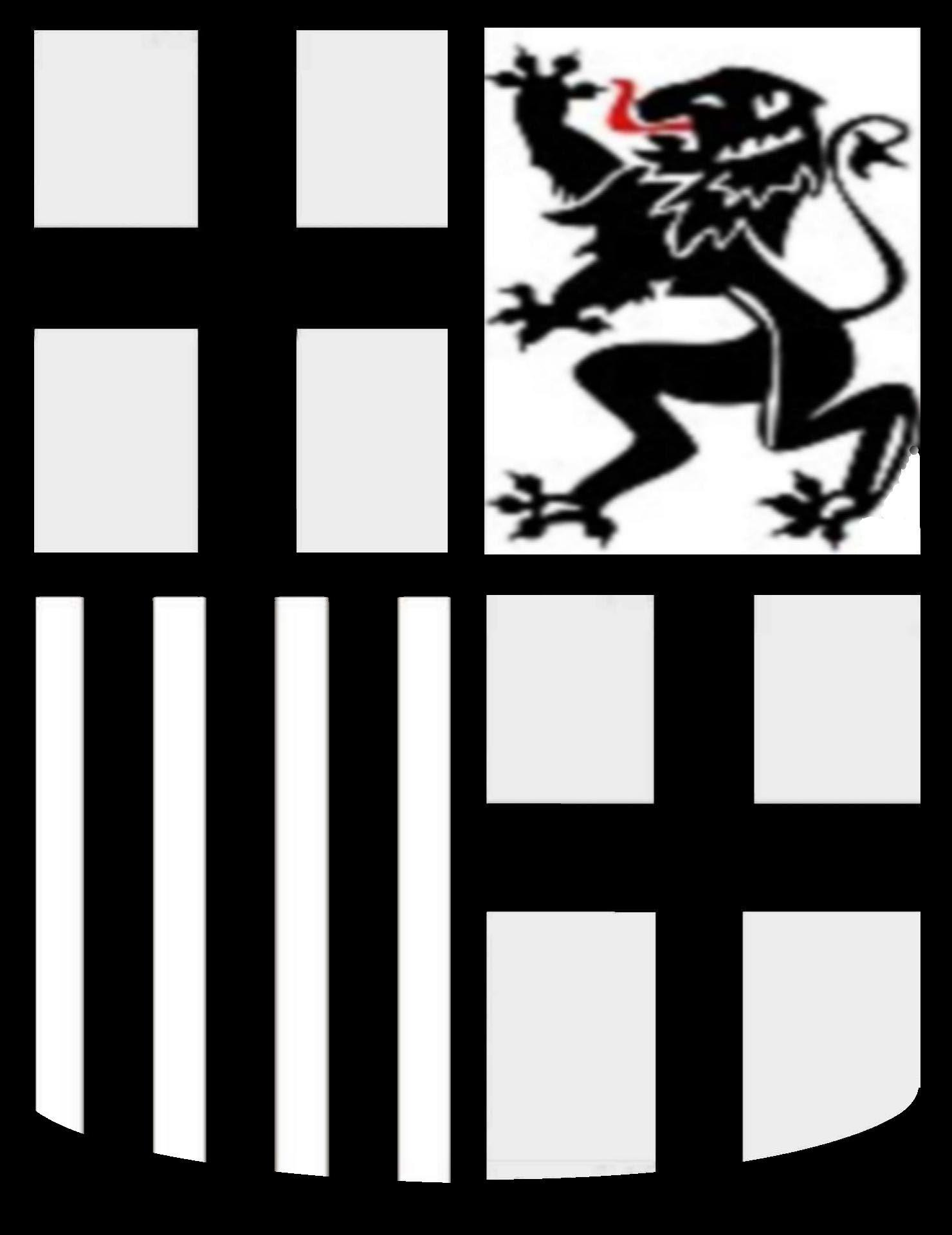
Wappen des Fürstabts Hartmann II. von Kirchberg 1513–1529

Hartmann II. von Kirchberg (* um 1466; † 1. April 1529 in Mainz) war 1513 bis 1521/29 Fürstabt des Hochstifts Fulda.

## Herkunft
Hartmann stammte aus der Familie der Burggrafen von Kirchberg. Seine Eltern waren Albrecht IV. († 1455), Burggraf von Kirchberg in Kranichfeld, und Katharina von Greus.

## Leben
Hartmann II. von Kirchberg war während seines Studiums 1484 Rector Magnificus der Universität Erfurt. In Mainz wurde er 1487 Domherr in Mainz und promovierte 1490 zum Legum Doctor (Doktor der Rechte). Seine fundierten Rechtskenntnisse machten den päpstlichen Gesandten in Deutschland, Kardinal Raimund Peraudi, auf ihn aufmerksam, der sich in wichtigen Angelegenheiten von ihm beraten ließ. Raimund war es auch, der Kaiser Maximilian I. riet, Hartmann nach Polen zu schicken und einen bedeutenden Streit zu schlichten.  

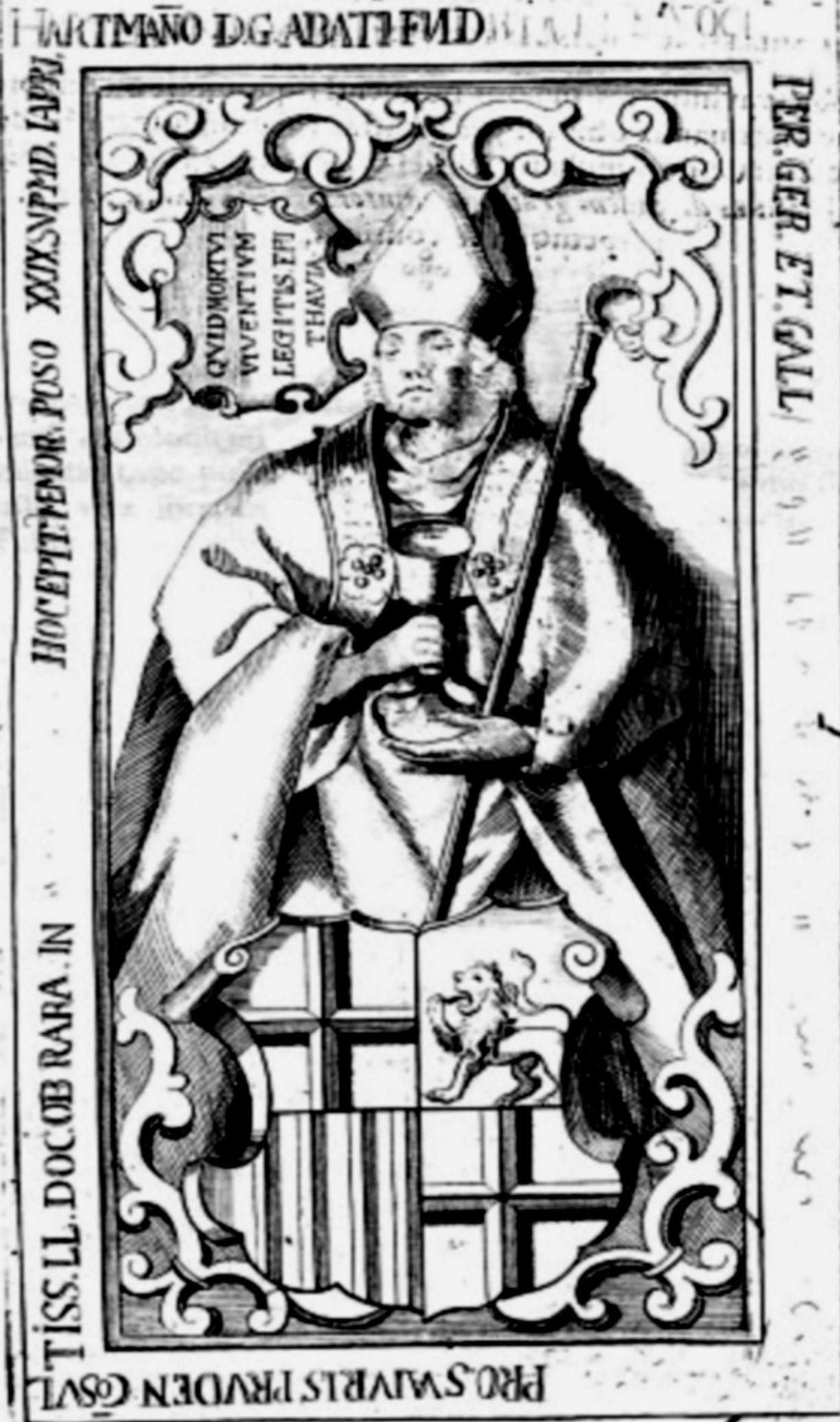
Grabdenkmal Hartmanns II. von Kirchberg

Der Fuldaer Fürstabt Johann II. akzeptierte ihn 1507 als seinen Koadjutor. 1513 wurde Hartmann zum Abt von Fulda und gleichzeitig zum Abt der Reichsabtei Hersfeld gewählt. Seine Aufmerksamkeit galt mehr den Ereignissen im Reich, während er die ihm anvertraute Abtei vernachlässigte. Was seine Vorgänger durch Sparsamkeit für Kirche und Kloster erworben hatten, verschwendete er. Der von ihm gemeinsam mit Volpert Riedesel zu Bellersheim betriebene Anschluss der bis dahin selbständigen Reichsabtei Hersfeld an Fulda führte zu einer erbitterten Gegnerschaft der Hersfelder Bürger, einer Neuwahl des dortigen Abtes und einem Mordanschlag auf diesen neuen Abt Ludwig IV. von Hanstein.
Die beginnende Reformation, der ein im Glauben stark geistliches Oberhaupt und Reichsfürst gegenüberstehen sollte, fand bei den Mönchen und Nonnen Anklang, die sich ihr anschlossen. Der Abt, mehr im Dienste der Welt, als mit dem Dienste Gottes beschäftigt erreichte auf dem Wormser Reichstag nur noch, dass ihm unter Verzicht auf jegliche Regierungsgewalt neben einer einmaligen Abfindung und jährlichen Pension der Titel eines Abtes von Fulda belassen wurde. Die Regierung des Hochstifts Fulda aber übertrug Kaiser Karl V. Johann III. von Henneberg-Schleusingen als Koadjutor. Er zog sich nach Mainz zurück, wo er still und zurückgezogen lebte und 1529 verstarb. Sein Leichnam wurde dort beigesetzt.